# Аврон (станция метро)
Аврон (фр. Avron) — станция линии 2 Парижского метрополитена, расположенная на границе XI и XX округов Парижа. Названа по рю д'Аврон, получившей своё имя в память об одной из оборонительных зон Парижа во время франко-прусской войны.

## История
- Станция открылась 2 апреля 1903 года в составе пускового участка Александр Дюма — Насьон, завершившего линию 2.
- Пассажиропоток по станции по входу в 2011 году, по данным RATP, составил 1 922 250 пассажиров[2]. В 2013 году этот показатель снизился до 1 907 820 пассажиров (252 место по уровню входного пассажиропотока в Парижском метро)[3].

## Путевое развитие
К северу от станции располагается пошёрстный съезд. К югу от станции располагается начало разворотной петли, через которую поезда линии 2 заезжают на конечную станцию "Насьон" и выезжают с неё. На середине выходного с петли пути располагаются съезды в ателье де Шарон. 

## Галерея

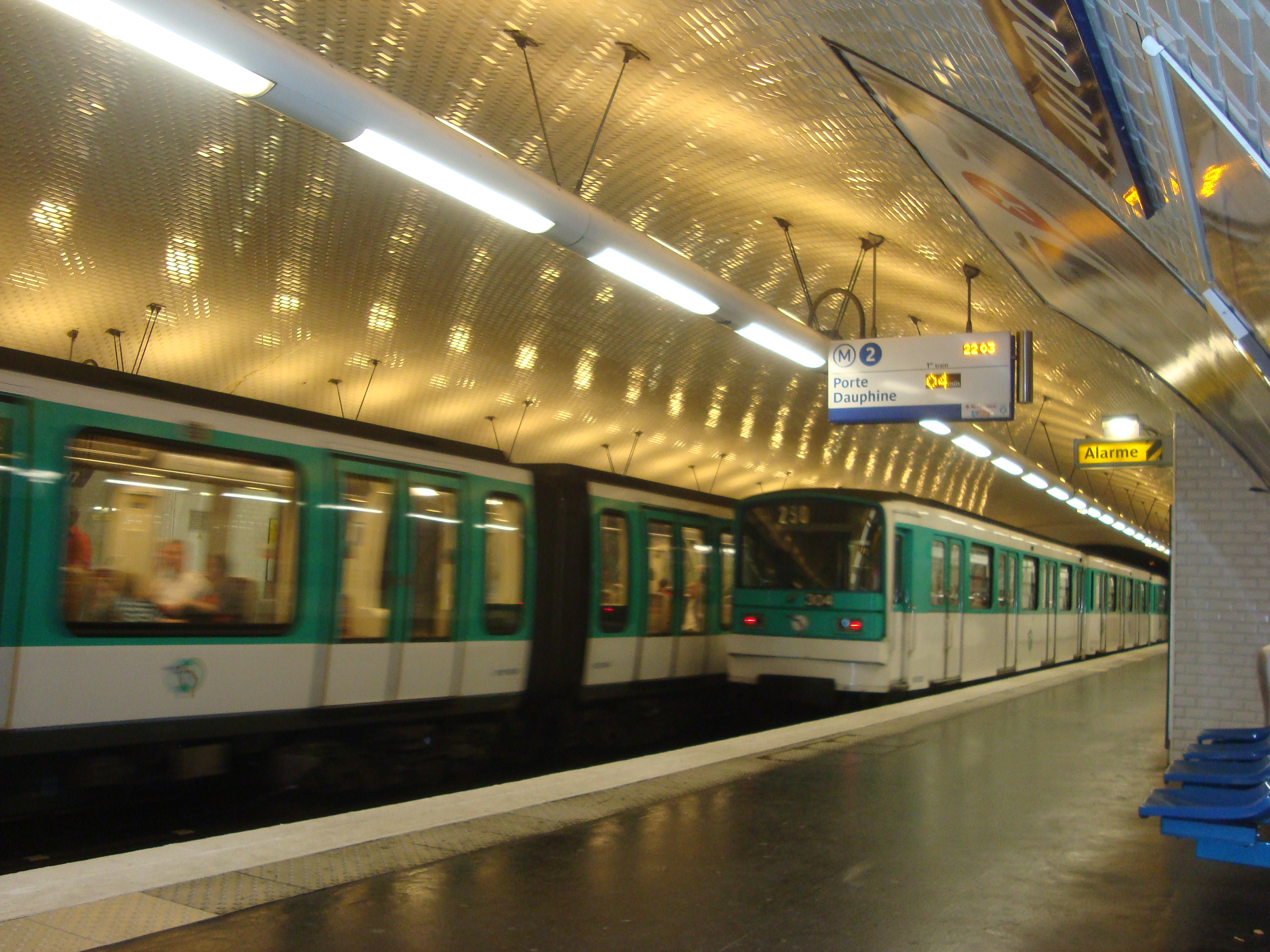
Поезда модели MF 67 и MF 01 на станции
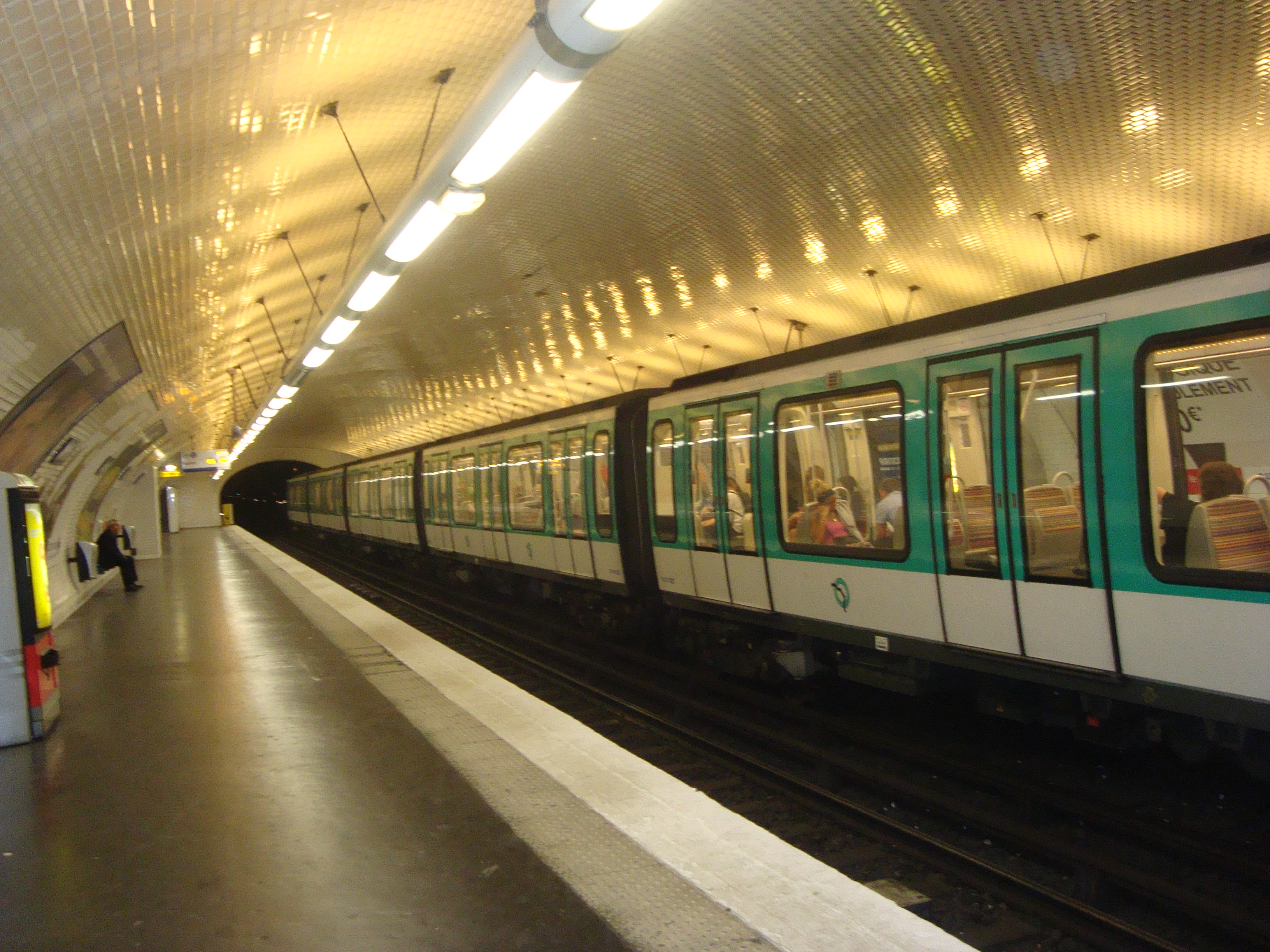
Состав MF 01
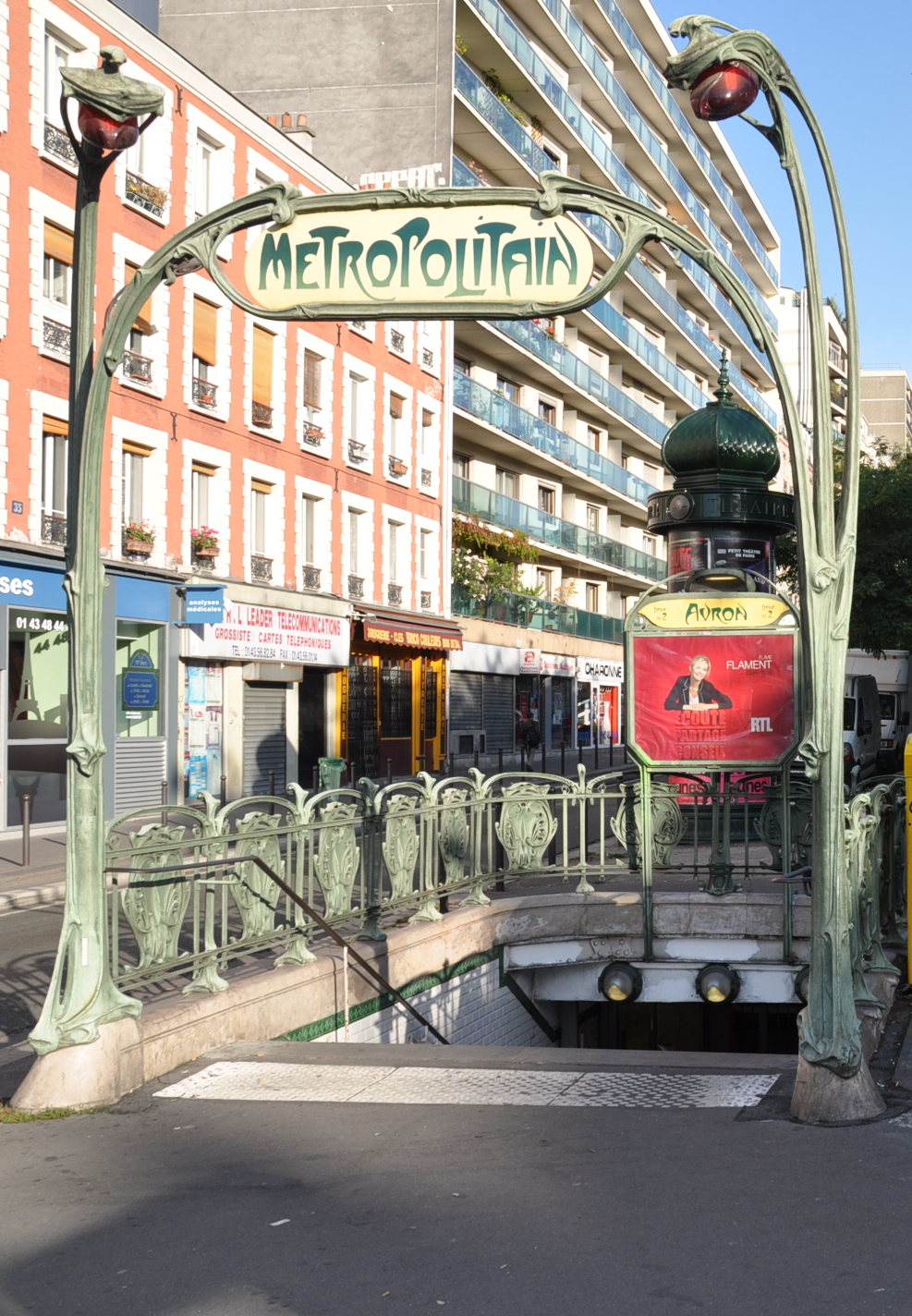
Лестничный сход, оформленный в стиле Эктора Гимара